# Triển lãm Quốc phòng quốc tế Việt Nam
Triển lãm Quốc phòng quốc tế Việt Nam (tên tiếng Anh: Vietnam International Defence Expo, viết tắt: Vietnam Defence) là loạt sự kiện triển lãm quốc phòng ở Việt Nam do Bộ Quốc phòng Việt Nam tổ chức định kỳ hai năm một lần bắt đầu từ năm 2022. Triển lãm được cho tổ chức nhằm tăng cường, mở rộng quan hệ của Việt Nam với các đối tác quốc tế nhằm hợp tác quốc phòng trên tinh thần tạo dựng lòng tin giữa Việt Nam và các nước tham gia. Đây là sự kiện triển lãm quốc phòng đầu tiên của nước này.

## Các lần tổ chức

### Lần đầu tiên

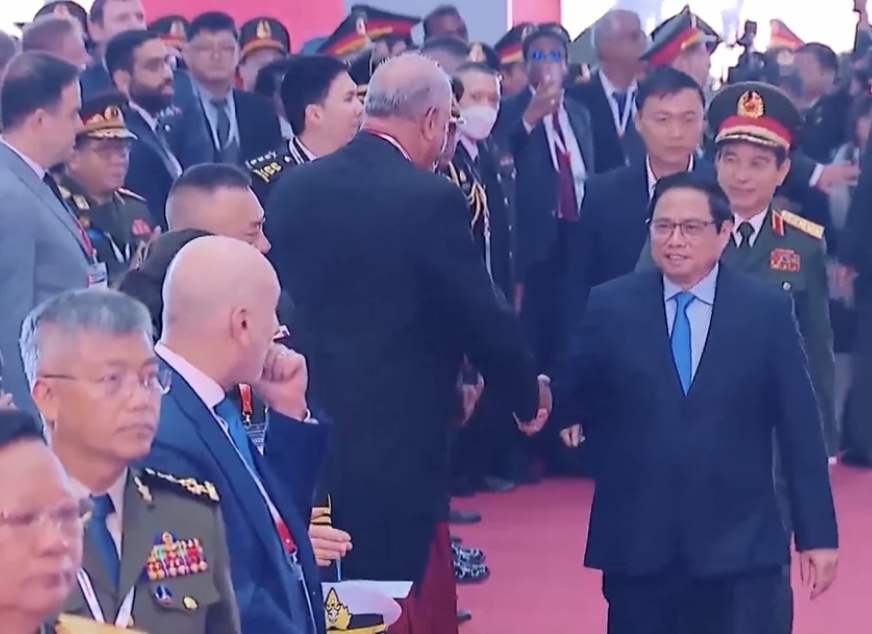
Phạm Minh Chính gặp khách mời tại buổi triển lãm

Triển lãm Quốc phòng quốc tế Việt Nam lần đầu tiên được tổ chức tại sân bay Gia Lâm, Hà Nội từ lúc 9 giờ đến 18 giờ mỗi ngày kéo dài từ ngày 8 đến ngày 10 tháng 12 năm 2022. Tuy nhiên, khung giờ cho người dân tham quan chỉ kéo dài từ 14 đến 18 giờ đối với ngày 9 và từ 8 giờ đến 18 giờ đối với ngày 10. Sự kiện đã có tổng cộng 30 quốc gia tham dự (tính thêm nước chủ nhà là 31); tuy nhiên vẫn chưa được phía Việt Nam công bố và xác nhận. Theo Reuters, Trung Quốc đã từ chối lời mời tham gia của Việt Nam.

### Lần thứ hai
Triển lãm Quốc phòng quốc tế Việt Nam lần thứ hai được tổ chức kéo dài từ ngày 19 đến ngày 22 tháng 12 năm 2022, trùng vào thời điểm kỷ niệm 80 năm Ngày thành lập Quân đội nhân dân Việt Nam. Sự kiện vẫn tiếp tục được tổ chức tại sân bay Gia Lâm, Hà Nội. Chủ đề của triển lãm lần thứ hai là "Hòa bình, hữu nghị, hợp tác cùng phát triển".

## Đơn vị liên quan

### Tổ chức
- Bộ Quốc phòng Việt Nam (chủ trì)
  - Bộ Tổng tham mưu Quân đội nhân dân Việt Nam
  - Tổng cục Công nghiệp Quốc phòng
  - Cục Đối ngoại Quân đội nhân dân Việt Nam
- Ban Đối ngoại Trung ương

### Thực hiện
- Tổng Công ty Kinh tế Kỹ thuật Công nghiệp Quốc phòng (GAET)
- Tổng Công ty Xuất nhập khẩu tổng hợp Vạn Xuân (VAXUCO)
- Công ty trách nhiệm hữu hạn EIFEC

### Tài trợ
- Tập đoàn Công nghiệp – Viễn thông Quân đội
- Ngân hàng thương mại cổ phần Quân đội
- Tổng công ty Tân Cảng Sài Gòn
- Tổng công ty Trực thăng Việt Nam

### Truyền thông
- Báo Quân đội Nhân dân Điện tử
- Kênh Truyền hình Quốc phòng Việt Nam
- Các kênh truyền hình và truyền thông nằm dưới sự quản lý của Nhà nước Việt Nam và báo chí, truyền thông quốc tế